# كريستال غايل
كريستال غايل (بالإنجليزية: Crystal Gayle)‏ (و. 1951  م) هي مغنية، وممثلة، وكاتبة غنائية أمريكية، ولدت في بينتسفيل، تستخدم آلات بيانو، بدأت مشوارها المهني سنة 1970.

## وصلات خارجية
- كريستال غايل على موقع IMDb (الإنجليزية)
- كريستال غايل على موقع ألو سيني (الفرنسية)
- كريستال غايل على موقع ميوزك برينز (الإنجليزية)
- كريستال غايل على موقع أول موفي (الإنجليزية)
- كريستال غايل على موقع إن إن دي بي (الإنجليزية)
- كريستال غايل على موقع أول ميوزيك (الإنجليزية)
- كريستال غايل على موقع ديسكوغز (الإنجليزية)
- كريستال غايل على موقع قاعدة بيانات الفيلم (الإنجليزية)
- كريستال غايل على موقع كينوبويسك (الروسية)